# Yola subcostata
Yola subcostata är en skalbaggsart som beskrevs av Bilardo och Rocchi 1999. Yola subcostata ingår i släktet Yola och familjen dykare. Inga underarter finns listade i Catalogue of Life.